# Поље (Бар)
Поље је насеље у општини Бар у Црној Гори. Према попису из 2003. било је 1529 становника (према попису из 1991. било је 1291 становника).

## Демографија
У насељу Поље живи 1125 пунолетних становника, а просечна старост становништва износи 35,3 година (33,9 код мушкараца и 36,7 код жена). У насељу има 441 домаћинство, а просечан број чланова по домаћинству је 3,43.
Становништво у овом насељу веома је хетерогено, а у последња три пописа, примећен је пораст у броју становника.
|  |

| Демографија | Демографија | Демографија |
| Година      | Становника  | Становника  |
| ----------- | ----------- | ----------- |
|             |             |             |
|             |             |             |
|             |             |             |
|             |             |             |
| 1948.       | 527         |             |
| 1953.       | 597         |             |
| 1961.       | 822         |             |
| 1971.       | 1.072       |             |
| 1981.       | 1.114       |             |
| 1991.       | 1.291       | 1.254       |
| 2003.       | 1.579       | 1.529       |
|             |             |             |
|             |             |             |

| Етнички састав према попису из 2003.‍ | Етнички састав према попису из 2003.‍ | Етнички састав према попису из 2003.‍ | Етнички састав према попису из 2003.‍ | Етнички састав према попису из 2003.‍ |
| ------------------------------------ | ------------------------------------ | ------------------------------------ | ------------------------------------ | ------------------------------------ |
|                                      |                                      |                                      |                                      |                                      |
| Црногорци                            | Црногорци                            |                                      | 815                                  | 53,30%                               |
| Срби                                 | Срби                                 |                                      | 350                                  | 22,89%                               |
| Муслимани                            | Муслимани                            |                                      | 81                                   | 5,29%                                |
| Албанци                              | Албанци                              |                                      | 45                                   | 2,94%                                |
| Бошњаци                              | Бошњаци                              |                                      | 32                                   | 2,09%                                |
| Роми                                 | Роми                                 |                                      | 8                                    | 0,52%                                |
| Хрвати                               | Хрвати                               |                                      | 7                                    | 0,45%                                |
| Југословени                          | Југословени                          |                                      | 6                                    | 0,39%                                |
| Немци                                | Немци                                |                                      | 3                                    | 0,19%                                |
| Македонци                            | Македонци                            |                                      | 3                                    | 0,19%                                |
| Словенци                             | Словенци                             |                                      | 1                                    | 0,06%                                |
| непознато                            | непознато                            |                                      | 156                                  | 10,20%                               |

| \| \| м \| \| \| ж \| \| ? \| 4 \| \| \| 6 \| \| 80+ \| 4 \| \| \| 18 \| \| 75—79 \| 12 \| \| \| 16 \| \| 70—74 \| 25 \| \| \| 30 \| \| 65—69 \| 38 \| \| \| 34 \| \| 60—64 \| 21 \| \| \| 30 \| \| 55—59 \| 38 \| \| \| 41 \| \| 50—54 \| 48 \| \| \| 58 \| \| 45—49 \| 49 \| \| \| 49 \| \| 40—44 \| 60 \| \| \| 71 \| \| 35—39 \| 56 \| \| \| 45 \| \| 30—34 \| 50 \| \| \| 57 \| \| 25—29 \| 47 \| \| \| 67 \| \| 20—24 \| 55 \| \| \| 51 \| \| 15—19 \| 57 \| \| \| 63 \| \| 10—14 \| 62 \| \| \| 39 \| \| 5—9 \| 59 \| \| \| 53 \| \| 0—4 \| 61 \| \| \| 55 \| \| Просек : \| 57 \| \| \| 20 \| |    |  |  |    |
| |    |  |  |    |
| | м  |  |  | ж  |
| ? | 4  |  |  | 6  |
| 80+ | 4  |  |  | 18 |
| 75—79 | 12 |  |  | 16 |
| 70—74 | 25 |  |  | 30 |
| 65—69 | 38 |  |  | 34 |
| 60—64 | 21 |  |  | 30 |
| 55—59 | 38 |  |  | 41 |
| 50—54 | 48 |  |  | 58 |
| 45—49 | 49 |  |  | 49 |
| 40—44 | 60 |  |  | 71 |
| 35—39 | 56 |  |  | 45 |
| 30—34 | 50 |  |  | 57 |
| 25—29 | 47 |  |  | 67 |
| 20—24 | 55 |  |  | 51 |
| 15—19 | 57 |  |  | 63 |
| 10—14 | 62 |  |  | 39 |
| 5—9 | 59 |  |  | 53 |
| 0—4 | 61 |  |  | 55 |
| Просек : | 57 |  |  | 20 |

| Број домаћинстава према пописима из периода 1948—2003. | Број домаћинстава према пописима из периода 1948—2003. | Број домаћинстава према пописима из периода 1948—2003. | Број домаћинстава према пописима из периода 1948—2003. | Број домаћинстава према пописима из периода 1948—2003. | Број домаћинстава према пописима из периода 1948—2003. | Број домаћинстава према пописима из периода 1948—2003. | Број домаћинстава према пописима из периода 1948—2003. |
| Година пописа                                          | 1948.                                                  | 1953.                                                  | 1961.                                                  | 1971.                                                  | 1981.                                                  | 1991.                                                  | 2003.                                                  |
| ------------------------------------------------------ | ------------------------------------------------------ | ------------------------------------------------------ | ------------------------------------------------------ | ------------------------------------------------------ | ------------------------------------------------------ | ------------------------------------------------------ | ------------------------------------------------------ |
| Број домаћинстава                                      | 132                                                    | 152                                                    | 241                                                    | 283                                                    | 333                                                    | 381                                                    | 450                                                    |

| Број домаћинстава по броју чланова према попису из 2003. | Број домаћинстава по броју чланова према попису из 2003. | Број домаћинстава по броју чланова према попису из 2003. | Број домаћинстава по броју чланова према попису из 2003. | Број домаћинстава по броју чланова према попису из 2003. | Број домаћинстава по броју чланова према попису из 2003. | Број домаћинстава по броју чланова према попису из 2003. | Број домаћинстава по броју чланова према попису из 2003. | Број домаћинстава по броју чланова према попису из 2003. | Број домаћинстава по броју чланова према попису из 2003. | Број домаћинстава по броју чланова према попису из 2003. | Број домаћинстава по броју чланова према попису из 2003. |
| Број чланова                                             | 1                                                        | 2                                                        | 3                                                        | 4                                                        | 5                                                        | 6                                                        | 7                                                        | 8                                                        | 9                                                        | 10 и више                                                | Просек                                                   |
| -------------------------------------------------------- | -------------------------------------------------------- | -------------------------------------------------------- | -------------------------------------------------------- | -------------------------------------------------------- | -------------------------------------------------------- | -------------------------------------------------------- | -------------------------------------------------------- | -------------------------------------------------------- | -------------------------------------------------------- | -------------------------------------------------------- | -------------------------------------------------------- |
| Број домаћинстава                                        | 441                                                      | 73                                                       | 82                                                       | 74                                                       | 99                                                       | 56                                                       | 31                                                       | 20                                                       | 4                                                        | 2                                                        | 0                                                        |

| Пол    | Укупно | Неожењен/Неудата | Ожењен/Удата | Удовац/Удовица | Разведен/Разведена | Непознато |
| ------ | ------ | ---------------- | ------------ | -------------- | ------------------ | --------- |
| Мушки  | 564    | 172              | 340          | 13             | 10                 | 29        |
| Женски | 636    | 141              | 348          | 102            | 18                 | 27        |
| УКУПНО | 1.200  | 313              | 688          | 115            | 28                 | 56        |

| Пол    | Укупно                    | Пољопривреда, лов и шумарство | Рибарство                            | Вађење руде и камена | Прерађивачка индустрија       |
| ------ | ------------------------- | ----------------------------- | ------------------------------------ | -------------------- | ----------------------------- |
| Мушки  | 272                       | 4                             | 0                                    | 1                    | 12                            |
| Женски | 178                       | 1                             | 0                                    | 0                    | 22                            |
| Укупно | 450                       | 5                             | 0                                    | 1                    | 34                            |
|        |                           |                               |                                      |                      |                               |
| Пол    | Производња и снабдевање   | Грађевинарство                | Трговина                             | Хотели и ресторани   | Саобраћај, складиштење и везе |
| Мушки  | 7                         | 15                            | 37                                   | 21                   | 112                           |
| Женски | 1                         | 0                             | 49                                   | 14                   | 27                            |
| Укупно | 8                         | 15                            | 86                                   | 35                   | 139                           |
|        |                           |                               |                                      |                      |                               |
| Пол    | Финансијско посредовање   | Некретнине                    | Државна управа и одбрана             | Образовање           | Здравствени и социјални рад   |
| Мушки  | 0                         | 8                             | 19                                   | 4                    | 10                            |
| Женски | 0                         | 6                             | 15                                   | 13                   | 15                            |
| Укупно | 0                         | 14                            | 34                                   | 17                   | 25                            |
|        |                           |                               |                                      |                      |                               |
| Пол    | Остале услужне активности | Приватна домаћинства          | Екстериторијалне организације и тела | Непознато            | Непознато                     |
| Мушки  | 15                        | 3                             | 0                                    | 4                    | 4                             |
| Женски | 11                        | 1                             | 1                                    | 2                    | 2                             |
| Укупно | 26                        | 4                             | 1                                    | 6                    | 6                             |